# Joan Estruch i Gibert

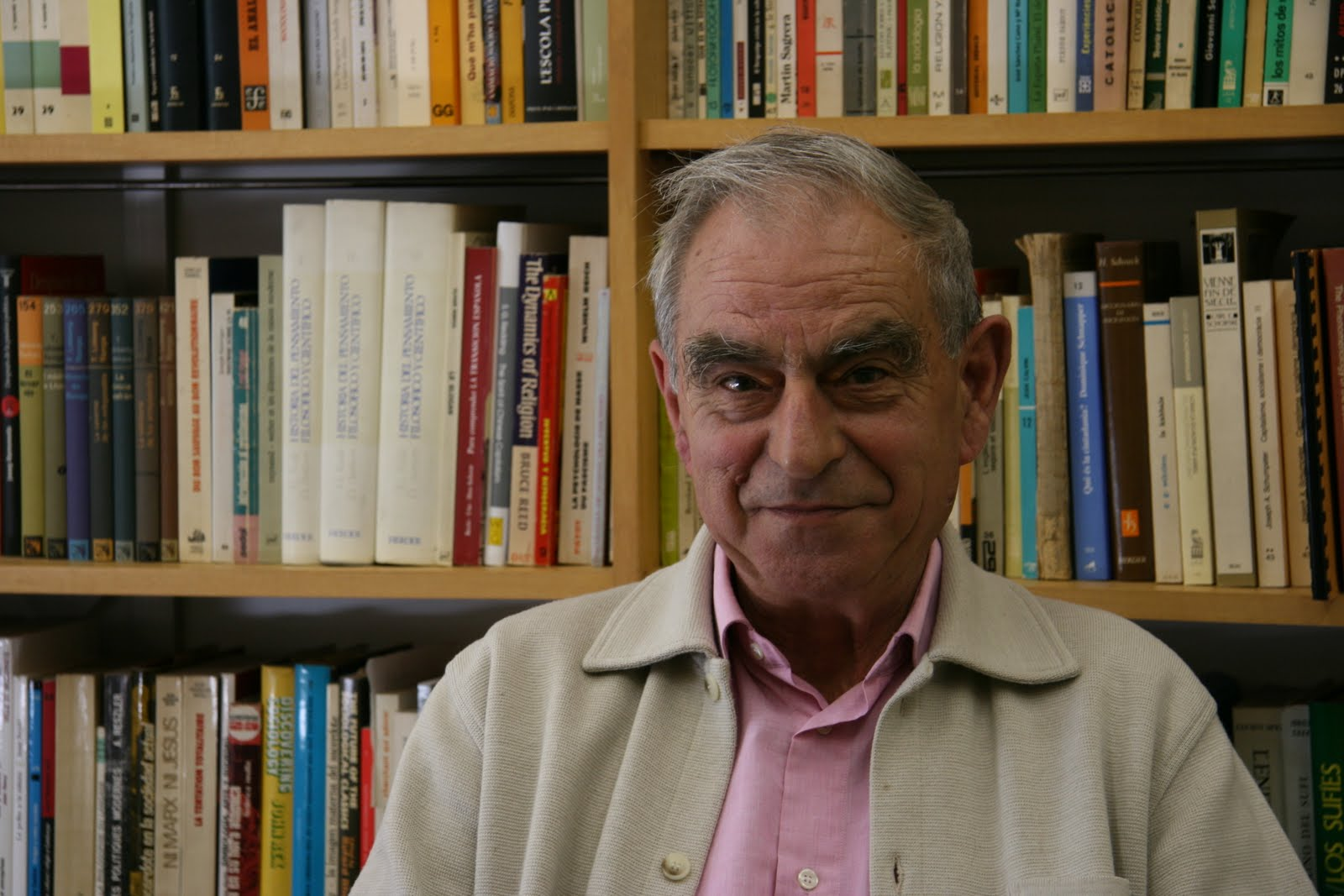
Joan Estruch i Gibert

Joan Estruch i Gibert (Barcelona, 1943) es un sociólogo y traductor español.

## Biografía
Nació en Barcelona el 24 de julio de 1943. Sociólogo y traductor, se licenció en Filosofía y Letras en 1967 por la Universidad de Barcelona y se doctoró en la misma universidad en 1971. También ha trabajado en la Universidad Católica de Lovaina y en la Universidad Autónoma de Barcelona.
Es autor de obras como La innovación religiosa. Ensayo teórico de Sociología de la religión  (1972), «El conflicte quantitatiu/qualitatiu: un fals problema», en Tècniques qualitatives en ciències socials (1992), L'Opus Dei i les seves paradoxes: Un estudi sociologic (1993), Secularització i pluralisme en la societat catalana d'avui (1996) o Plegar de viure, junto a Salvador Cardús, entre otras.
Entre 2001 y 2004 dirigió el Mapa Religioso de Cataluña, proyecto de la Dirección General de Asuntos Religiosos de la Generalidad de Cataluña, cuyos resultados fueron plasmados en Les altres religions. Minories religioses a Catalunya. La Fundación Pluralismo y Convivencia publicó en 2007 la traducción al castellano de esta obra [Las otras religiones. Minorías religiosas en Cataluña], que dio inicio a la Colección Pluralismo y Convivencia de estudios de lugares de culto por autonomías.
Como colofón a su trayectoria de investigación, en 2015 publicó Entendre les religions. Una perspectiva sociològica. En esta obra refleja las aportaciones más relevantes de los clásicos de la sociología de la religión y las claves de comprensión del fenómeno a principios del siglo XXI. En 2019 publicó sus memorias, Crec recordar.